# Macroptilium atropurpureum
Macroptilium atropurpureum là một loài thực vật có hoa trong họ Đậu. Loài này được (DC.) Urb. miêu tả khoa học đầu tiên.

## Hình ảnh

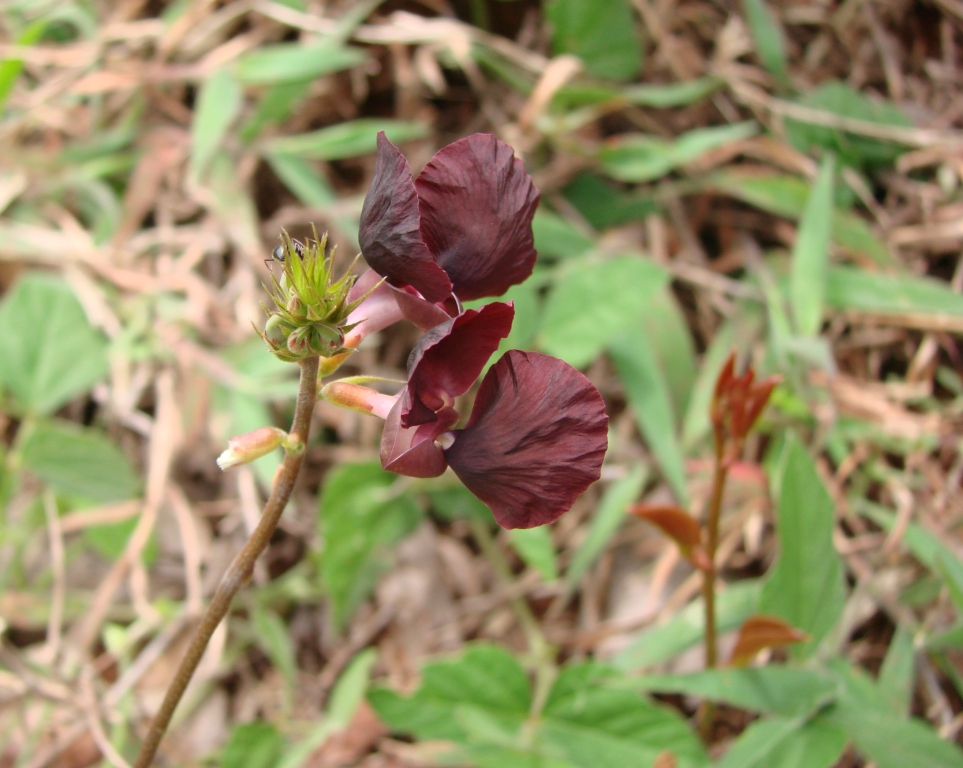
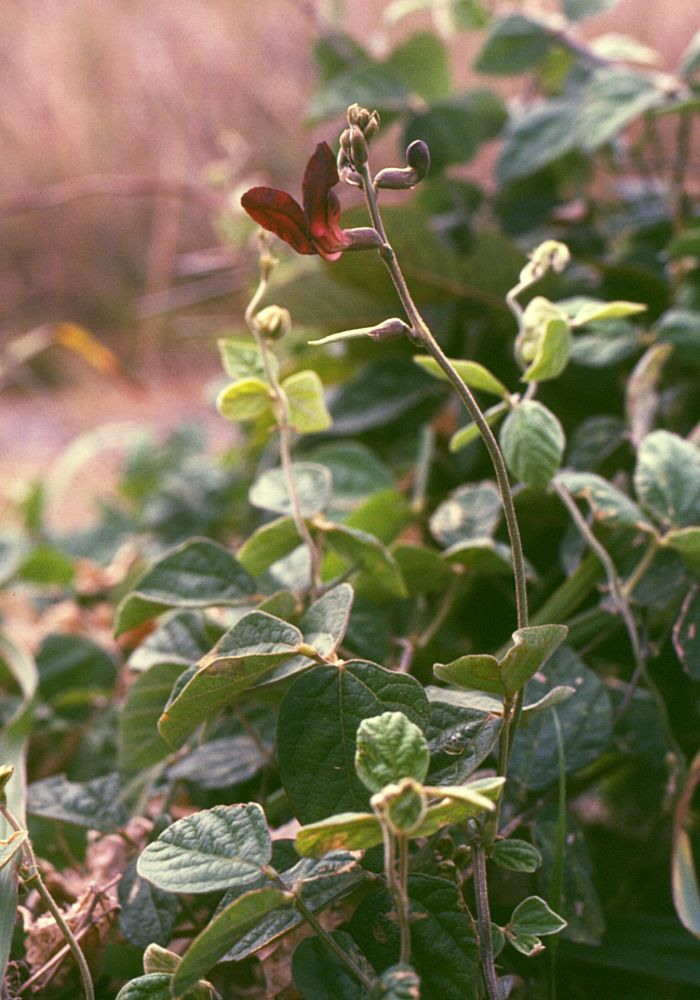
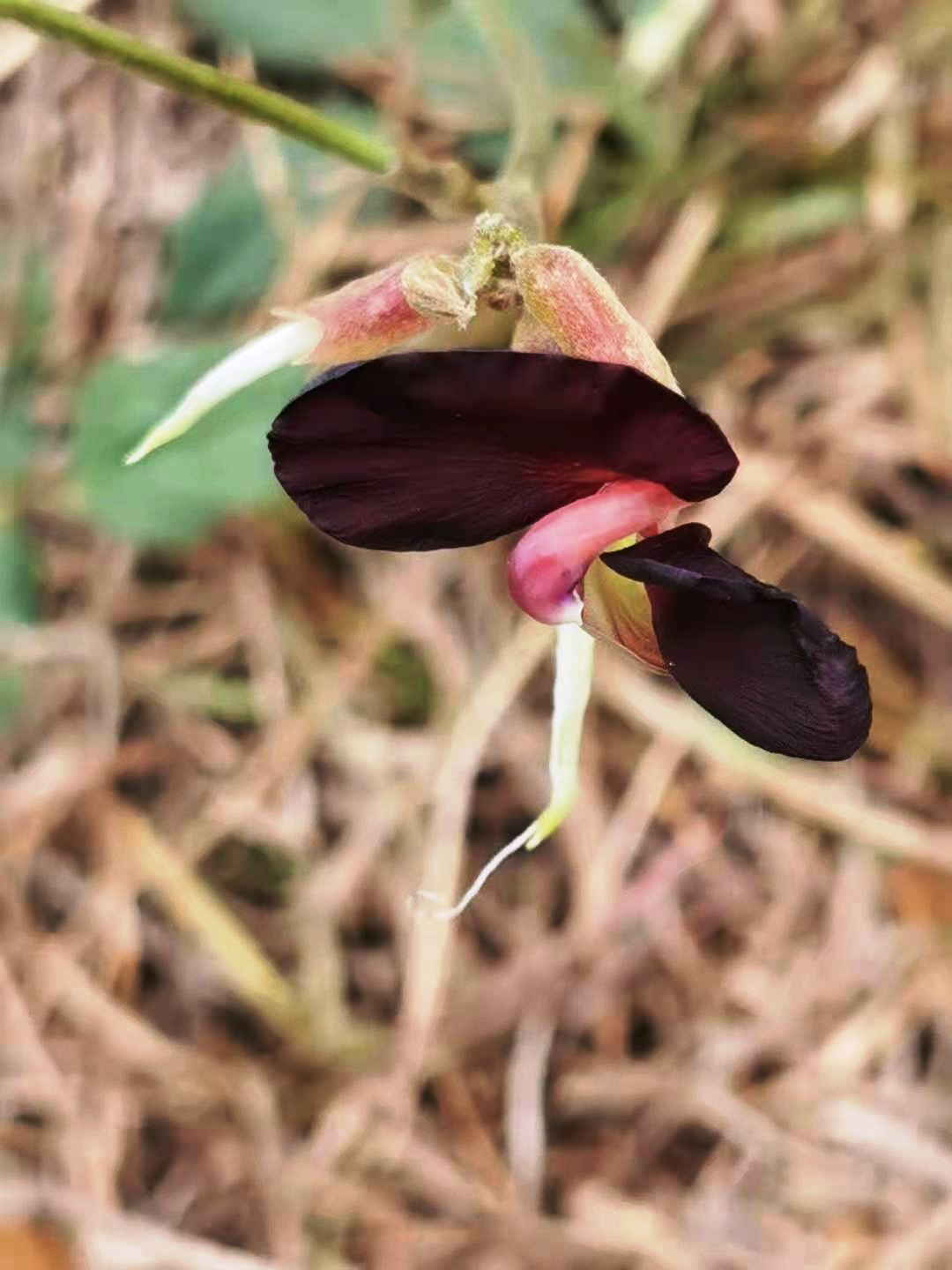
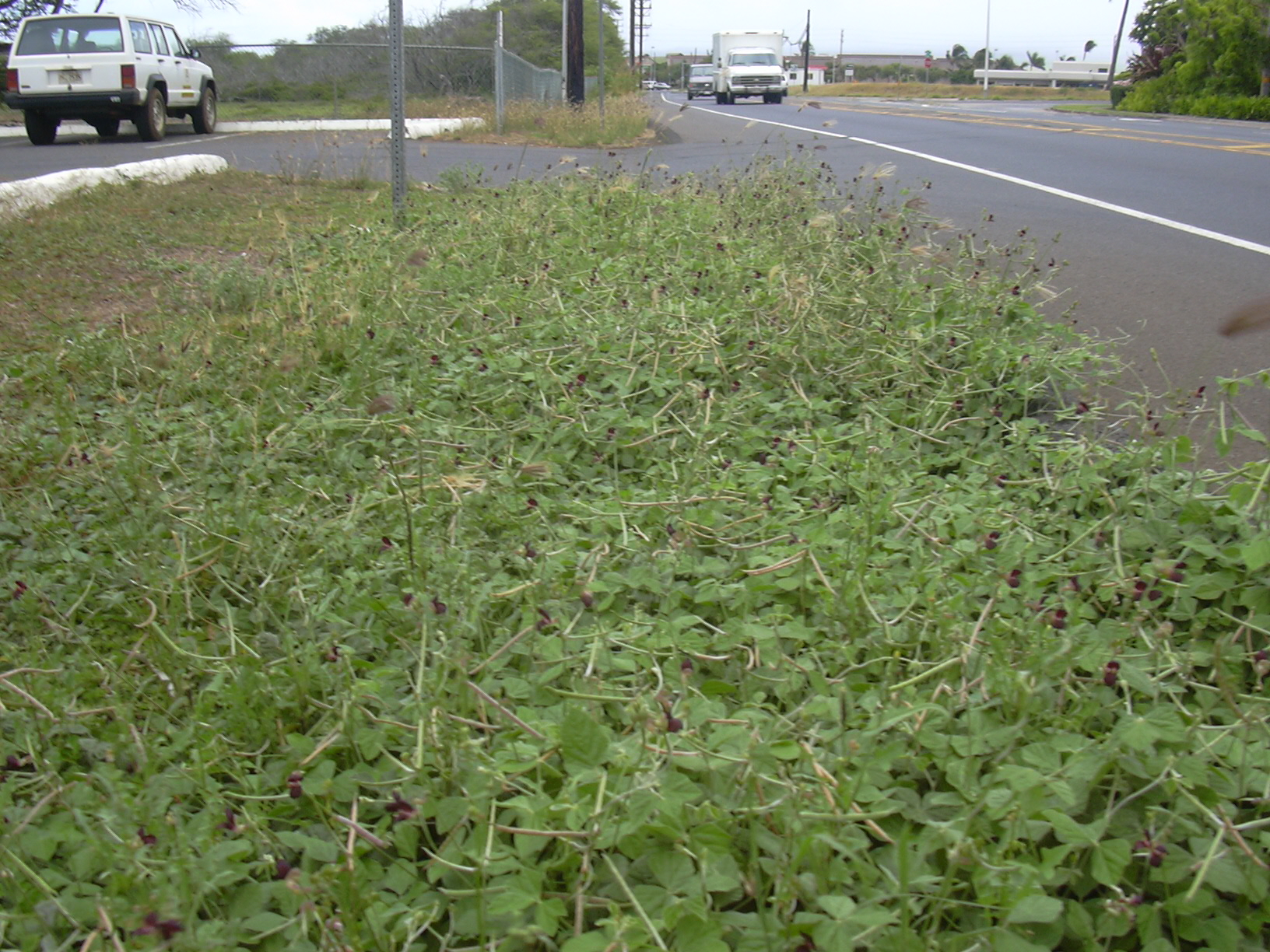